# Assise di Clarendon
Nel 1166, con le Costituzioni di Clarendon (in inglese Assize of Clarendon), il re d'Inghilterra, Enrico II, aprì una nuova fase nella storia del diritto in Inghilterra.
Il re ordinò che alcuni uomini probi (quattro per ogni villaggio o dodici per ogni hundred o centena) dichiarassero sotto giuramento se qualcuno nel villaggio o nella centena fosse accusato o solo sospettato di essere ladro, assassino o brigante o avesse dato rifugio a ladri, assassini o briganti dal 25 ottobre 1154, giorno della sua elezione. Le loro dichiarazioni dovevano essere rese agli sceriffi e poi ripetute davanti ai giudici. Tutti coloro che venivano arrestati in base alle succitate dichiarazioni dovevano venire giudicati soltanto dai giudici del re, dovevano essere sottoposti all'ordalia dell'acqua, e i beni mobili del colpevole passavano al re.
Le persone malfamate la cui innocenza era provata dall'ordalia dell'acqua dovevano, ciononostante, abbandonare il regno. Le contee che non avevano carceri dovevano costruirle per alloggiare i prigionieri in attesa dei giudici. Per coloro che venivano arrestati in altro modo, rispetto alla dichiarazione giurata (soprattutto per crimini di minore portata, come le piccole aggressioni), la procedura rimaneva inalterata, cioè erano di competenza dello sceriffo di contea.
Queste misure erano un passo avanti verso la centralizzazione della giustizia e, contemporaneamente, ridimensionavano il potere di intromissione della chiesa negli incarichi temporali, estendendo la giurisdizione dei tribunali al clero e mettendone in discussione l'immunità. Questa fu una delle cause del dissidio tra il re e l'arcivescovo di Canterbury Thomas Beckett.
Dieci anni dopo, con l'Assise di Northampton, Enrico II conferì ai giudici regi la competenza su altri gravi delitti che non erano previsti in quella di Clarendon ed inoltre proclamava che l'erede doveva avere lo stesso possesso che deteneva il suo ascendente il giorno in cui era vivo e morto e se avesse avuto ostacoli dal signore del feudo, i giudici indagassero per restituire gli eventuali beni sottratti all'erede. Infine i giudici avrebbero dovuto indagare su eventuali espropri operati nel periodo indicato dall'Assise di Clarendon. Per la prima volta in Inghilterra, la giustizia penale veniva amministrata in tutto il regno, con le stesse norme.